# Media Luna (Bolívia)

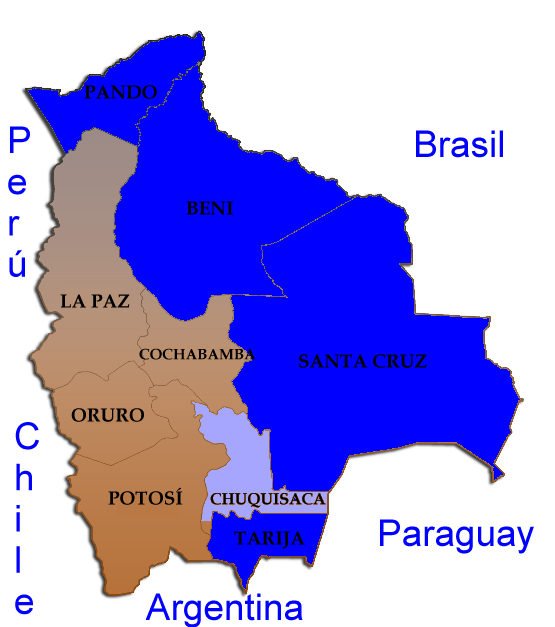
Mapa da Bolívia com os departamentos (em azul) que compõem a Media Luna.

A Media Luna (em português:  Lua crescente), na Bolívia, é o nome informal de uma área política localizada no leste do país, cuja característica comum é que a maioria da sua população não é indígena. A Media Luna é composta pelos departamentos localizados na região das planícies: o Departamento de Tarija e departamentos do leste da Bolívia: Santa Cruz, Beni e Pando. Algumas pessoas também incluem o Departamento de Chuquisaca, ou pelo menos sua franja oriental, mas outros não porque a maioria deste último departamento é indígena.
A Media Luna desempenha um papel importante na política interna da Bolívia, por causa do movimento de autonomia iniciada pelos departamentos que compõem a área, após o qual, em 2005, acabou eleito Presidente da Bolívia Evo Morales, o primeiro presidente indígena na história do país, embora a (62%) da população é indígena.
A cidade mais populosa da Media Luna é Santa Cruz de la Sierra.